# ئی‌جی‌اکس ۳۰
ئی‌جی‌اکس ۳۰ (انگلیسی: EGX 30) شاخص بازار سهام بورس مصر است، که در سال ۱۹۹۸ راه‌اندازی شد و هم‌اکنون از ۳۰ شرکت تشکیل می‌شود.